# Anna Benaki-Psarouda

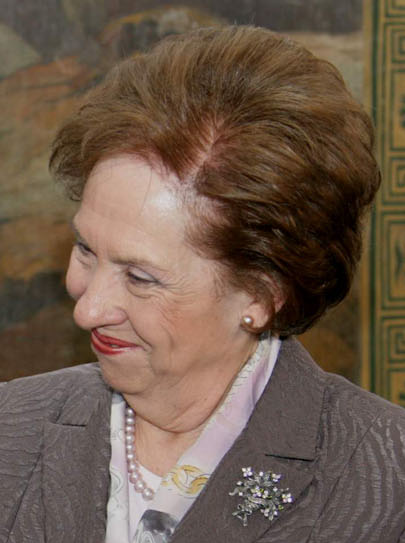
Anna Benaki-Psarouda als Parlamentspräsidentin in Athen 2007

Anna Benaki-Psarouda (griechisch Άννα Μπενάκη-Ψαρούδα, häufig auch Anna Psarouda-Benaki genannt, * 12. Dezember 1934 in Athen) ist eine griechische Hochschulprofessorin und Politikerin, die als erste Frau zur Präsidentin des griechischen Parlaments gewählt wurde.

## Leben
Anna Benaki-Psarouda ist die Tochter des Admirals Evangelos Psaroudas. Sie wuchs in Athen auf und besuchte das private Pierce Collage in Athen. 1952 schloss sie ihre Schulbildung ab. Sie war mit dem Professor der Philosophiegeschichte Linos Benakis bis zu seinem Tod im Jahr 2022 verheiratet.
Außer ihrer Muttersprache spricht sie Deutsch, Französisch und Englisch.

## Karriere
Benaki-Psarouda studierte Jura an der Universität Athen und setzte ihre Studien an der Universität Bonn und am Max-Planck-Institut zur Erforschung von Kriminalität, Sicherheit und Recht fort. 1961 wurde sie an der Universität Bonn im Fach Strafrecht promoviert. Bereits ein Jahr später begann sie als Assistentin an der Universität Athen in der juristischen Fakultät in der Abteilung für Strafrecht zu arbeiten. Ab 1971 lehrte sie als Dozentin für Strafrecht an ihrer Alma Mater, 1979 wurde sie dort außerordentliche Professorin und 1986 ordentliche Professorin für Strafrecht. Von 1962 bis 2008 verhandelte sie außerdem auch eigene Fälle vor Gericht.
Im Laufe ihrer Karriere war sie auch als Rechtsexpertin für die EU-Grundrechtecharta tätig und Mitglied der Parlamentarischen Versammlung des Europarats (2007–2009). Im Jahr 2010 wurde sie ordentliches Mitglied der Akademie Athens (Ακαδημίας Αθηνών) für Strafrecht, wo man sie 2020 zur Präsidentin wählte und sich mit ihrer Wahl zum ersten Mal für eine Frau entschied.  Sie veröffentlichte mehrere Bücher und zahlreiche Artikel in ihrem Fachgebiet und ist seit 1976 Herausgeberin der juristischen Fachzeitschrift Pinika Chronika («Ποινικά Χρονικά», deutsch Kriminelle Chroniken).
Ihre politische Karriere begann 1981, als Benaki-Psarouda erstmals für die konservative Nea Dimokratia Partei für das griechische Parlament kandidierte und über die Landesliste Abgeordnete wurde. In den folgenden 28 Jahren wurde sie in ihrem Wahlbezirk Athen immer wieder gewählt und gehörte dem Parlament bis 2009 an. 1989 wurde sie stellvertretende Erziehungsministerin, von 1990 bis 1992 bekleidete sie das Amt der Ministerin für Kultur. Während der Regierung von Konstantinos Mitsotakis war sie von 1992 bis 1993 Justizministerin. 1996 wurde sie von der Nea Dimokratia als Kandidatin für das Amt der Parlamentspräsidentin vorgeschlagen und war damit die erste Frau, die dafür zur Wahl stand. Vier Jahre später gelang es ihr, vertretende Präsidentin zu werden. Während der Legislaturperiode von 2004 bis 2007 war sie dann unter dem Premierminister Kostas Karamanlis Parlamentspräsidentin und ist damit die erste Frau, die in Griechenland dieses Amt innehatte. Benaki-Psarouda setzte sich im Laufe ihrer politischen Karriere für Themen im Bereich der Justiz und der Erziehung sowie für Frauenrechte ein. Nach 2009 kandidierte sie nicht mehr für das Parlament.

## Veröffentlichungen (Auswahl)
- 1971 Τα αξιολογικά στοιχεία της αντικειμενικής υποστάσεως του εγκλήματος. (Die wertenden Elemente der objektiven Natur der Straftat). P. N. Sakkoulas, Athen 1971.
- 1982 Η πολιτική αγωγή στην ποινική δίκη, Νομική φύση - Νομιμοποίηση του πολιτικώς ενάγοντος (Die Zivilklage im Strafverfahren, Rechtsnatur - Legalisierung des Zivilklägers). P.N. Sakkoulas, Athen 1982, ISBN 978-960-420-570-7.
- 2004 Θεωρία και Πράξη του Ποινικού Δικαίου. Μελέτες - Γνωμοδοτήσεις - Σχόλια στη Νομολογία (Theorie und Praxis des Strafrechts. Studien - Stellungnahmen - Kommentare zur Rechtsprechung). P.N. Sakkoulas, Athen 2004, ISBN 960-420-229-4.
- 2019 Εγγυήσεις "Δίκαιης Δίκης" Και Δικαιώματα Του Κατηγορούμενου Στην "Ποινική Δικονομία" Του 1834. Επισκόπηση της ποινικής νομολογίας του Αρείου Πάγου των ετών 1835-1855 (Garantien für ein „faires Verfahren“ und Rechte des Angeklagten in der „Strafprozessordnung“ von 1834. Überblick über die strafrechtliche Rechtsprechung des Obersten Gerichtshofs von 1835–1855), Akademie Athen, Athen 2019, ISBN 978-960-404-353-8.